# 徐觀
徐觀（1430年—？），字子明，號瀾若，廣東廣州府香山縣麻洲人，軍籍，明朝政治人物。

## 生平
景泰元年（1450年）庚午科廣東鄉試第八十五名舉人，五年（1454年）中式甲戌科會試第九十名，三甲第一百十九名進士。廷對後，請假完婚。歷官至南京刑部郎中。棄官歸里，築室於大石之南，賦詩見志。其詩文不事雕飾，著有《臨流集》。

## 家族
曾祖徐應麟；祖父徐伯高；父徐致中。